# Percy Wilson
Percy Wilson (1879-1944) was een Amerikaanse botanicus.
Aanvankelijk werkte hij bij de New York Botanical Garden (NYBG) als hulp. Nathaniel Lord Britton (de toenmalige directeur van de NYBG) onderkende zijn mogelijkheden met betrekking tot het doen van onderzoek en stuurde hem mee op een aantal van de eerste botanische expedities van de NYBG. Een van deze expedities was de 'Total Eclipse Expedition', waarbij de opdracht was om banden aan te knopen met botanische tuinen in Azië. Het succes dat Wilson hierin had, leidde tot het verkrijgen van talloze specimens voor het herbarium van de NYBG.
In 1902 vergezelde Wilson het echtpaar Britton bij hun botanische exploraties van Puerto Rico. In 1905 werd Wilson de persoonlijke assistent van Britton, wat hij zou blijven tot aan het pensioen van Britton in 1929. In 1909 publiceerde Wilson samen met Per Axel Rydberg, Norman Taylor, Nathaniel Lord Britton, John Kunkel Small en George Valentine Nash het boek North American Flora, dat handelt over de flora van Noord-Amerika.
In 1914 werd Wilson eveneens associate-conservator van de New York Botanical Garden. In 1917 publiceerde hij The Vegetation of Vieques Island, waarin hij de resultaten van zijn botanisch onderzoek van Vieques beschreef. Percy publiceerde samen met Britton Botany of Porto Rico and the Virgin Islands. Descriptive flora - Spermatophyta als resultaat van het botanisch onderzoek van Puerto Rico. In 1939 ging Wilson met pensioen.
Wilson was de (mede)auteur van meer dan 280 botanische namen.